# Tomasz Duszyński
Tomasz Duszyński (ur. w 1976 w Strzelinie) – polski dziennikarz, pisarz, scenarzysta gier komputerowych (m.in. Dead Island Riptide), maratończyk.
Zdobywca Nagrody Czytelników Wielkiego Kalibru za Glatz. Kraj Pana Boga (2021). Zdobywca Złotego Pocisku Publiczności za kryminał retro Glatz. Autor nominowany do Nagrody Wielkiego Kalibru za powieści Glatz i Toksyczni. Zdobywca wyróżnienia jury Kryminalnej Piły, a także nagrody Kryminalny Magiel za najlepszy kryminał retro 2019 roku (Glatz).

## Życiorys
Współtwórca wrocławskiego Tramwaju Gwiazd – projektu wrocławskiej, ruchomej alei gwiazd, do której zapraszane były gwiazdy filmowe, muzyczne i sportowe. Pomysłodawca i współorganizator Strzelińskiego Festiwalu Literatury.
Pracował w Radiu RMF FM i Radiu Aplauz.
Debiutował zbiorem opowiadań Produkt uboczny w wydawnictwie Fabryka Słów. Od tamtej pory opublikował kilkanaście powieści i kilkadziesiąt opowiadań z gatunku fantastyki (między innymi w „Science Fiction Fantasy i Horror” oraz „Nowej Fantastyce”). Jest także autorem książek dla dzieci i młodzieży oraz legend związanych z regionem, w którym mieszka.
Honorowy obywatel Kłodzka (2023).

## Twórczość

### Powieści
1. Staszek i straszliwie pomocna szafa, Wydawnictwo Paperback[13]
2. Staszek i smocza przygoda, Wydawnictwo Paperback[14]
3. Tam i z powrotem, Podróż T. 1–2, Wydawnictwo Paperback[15][16]
4. Droga do Nawi, Wydawnictwo Czwarta Strona, 2017[17]
5. Impuls, Wydawnictwo SQN, 2017[18]
6. Toksyczni, Wydawnictwo SQN, 2019[19]

### Cykl: Detektyw Ząbek
1. Detektyw Ząbek i Strażnicy Magicznego Jorku, Storytel Original, 2023
2. Małe jest piękne! Siedem prac detektywa Ząbka, Kropka, 2024[20]
3. Sport to zdrowie! Siedem prac detektywa Ząbka,  Kropka, 2024[21]

### Cykl: Glatz
1. Glatz, Wydawnictwo Sine Qua Non, 2019[22]
2. Glatz. Kraj pana Boga, Wydawnictwo Sine Qua Non, 2020[23]
3. Glatz. Zamieć, Wydawnictwo Sine Qua Non, 2021
4. Glatz. Goliat, Wydawnictwo Sine Qua Non, 2022
5. Grzesznik ze Strehlen, Wydawnictwo: Sine Qua Non, 2024

### Cykl: Komisarz Wróbel
1. Fenomen z Warszawy, Storytel Polska, 2018 ISBN 978-83-8210-483-7
2. Fenomen z Warszawy. Człowiek z celuloidu, Storytel Polska, 2019[24]
3. Człowiek bez przyszłości, 2023 ISBN 978-83-8330-392-5

### Cykl: Małomiasteczkowy
1. Małomiasteczkowy,  Skarpa Warszawska, 2023, ISBN 978-83-8329-242-7
2. W imię ojców, Skarpa Warszawska, 2024, ISBN 978-83-8329-619-7

### Cykl: Zuza Wróbel na tropie
1. Detektywi z Domu pod Dębem, (tom 1), Dwukropek, 2024[25]
2. Mechaniczny Człowiek i szkoła złodziei,   (tom 2), Dwukropek, 2025[26]

### Regionalne
1. Legendy ziemi strzelińskiej, Wydawnictwo Paperback 2018[27]
2. Dziedzictwo kulturalne Gminy Wiązów – Wydawnictwo Paperback 2019[28]
3. Legendy polskie, Wydawnictwo Paperback[23]
4. Strzelin na dawnej pocztówce i fotografii, Wydawnictwo Paperback 2021

### Opowiadania
1. Zniknięcie – antologia Trupojad. Nie ma ocalenia, Red Horse 2007
2. Antidotum – antologia Epidemie i zarazy, Fabryka Słów 2008
3. Słodka tajemnica – czasopismo „Science Fiction, Fantasy & Horror” 58[29]
4. Strażnik – antologia Jeszcze nie zginęła, Fabryka Słów 2010
5. Placówka na prawo od Syriusza – antologia Science fiction po polsku[30]
6. Mazor. Poli-zło – antologia Science fiction po polsku 2, Paperback 2013
7. Kolczasty – czasopismo „Nowa Fantastyka” 383 (8/2014)
8. Dobra nowina – zin Szortal na wynos. Wydanie specjalne (zima 2014)
9. Fabryka – zin Szortal na wynos. Wydanie Specjalne (wiosna 2016)
10. Raz, dwa, trzy... – czasopismo „Nowa Fantastyka” 434 (11/2018)
11. Cud RP – antologia Szepty, Wydawnictwo SQN 2022

### Zbiory opowiadań
1. Produkt uboczny, Wydawnictwo Fabryka Słów 2007[31]
2. Pietia i Witia. Co złego, to nie my, Wydawnictwo Paperback[23]

### Pod pseudonimem
1. To ciało Michaela Chandlera, jako Howard E. Gibson, Paperback[23]

## Nagrody i nominacje

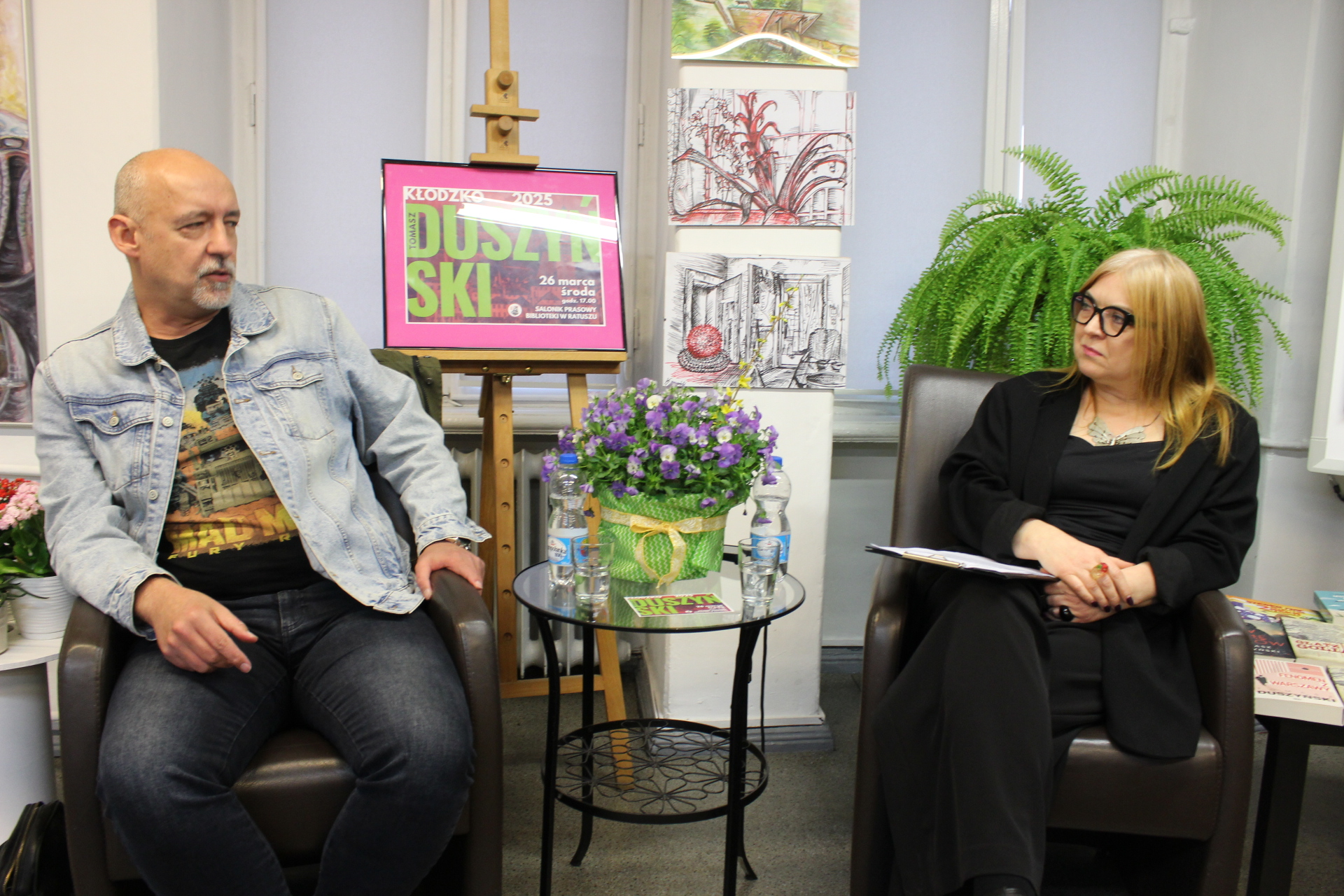
Tomasz Duszyński i Marta Zilbert

- Kryminalny Magiel Gostyń – 1. miejsce dla najlepszego kryminału retro 2019 roku dla Glatz
- Złoty Pocisk Publiczności 2020 dla Glatz – Warszawski Festiwal Kryminału[32]
- Wyróżnienie Jury Kryminalnej Piły 2020 dla Glatz[33]
- Wielki Kaliber 2020 – nominacja dla Glatz (lista szeroka)
- Wielki Kaliber 2020 – nominacja dla Toksycznych (lista finałowa)
- Kryminalny Magiel Gostyń – 2. miejsce dla najlepszego kryminału retro 2020 roku dla Glatz. Kraj Pana Boga
- Złoty Pocisk 2021 – nominacja dla Glatz. Kraj Pana Boga – Warszawski Festiwal Kryminału
- Wielki Kaliber Czytelników 2021 – nagroda dla Glatz. Kraj Pana Boga[4]
- Wielki Kaliber 2024 – nominacja dla Małomiasteczkowy (lista finałowa)
- Wielki Kaliber 2025 – nominacja dla Człowiek bez przyszłości  (lista finałowa)[34]